# Sambenedettese Calcio 1988-1989
Questa pagina raccoglie le informazioni riguardanti la Sambenedettese Calcio nelle competizioni ufficiali della stagione 1988-1989.

## Stagione
La stagione 1988-1989 per la Sambenedettese è stata una stagione, nata male e conclusa nel modo peggiore, con il ritorno dopo otto anni in Serie C1. Affidata a inizio stagione ad Angelo Domenghini ex ala di Inter e della Nazionale, la stagione non era iniziata con il piede sbagliato, grazie al superamento del settimo girone nella prima fase della Coppa Italia, battendo il Bologna (2-0) e lo Spezia (2-1), ma poi il campionato ha suonato un'altra musica. Si parte con tre sconfitte ed un pareggio, dopo la quarta giornata viene esonerato l'allenatore bergamasco, ad Empoli (0-0) va in panchina il secondo allenatore Piero Persico, dalla sesta giornata c'è il nuovo allenatore ed è Enzo Riccomini, ma anche con lui la sinfonia è sempre la stessa, la prima vittoria arriva appena prima di Natale (1-0) al Brescia, il girone di andata viene chiuso all'ultimo posto, nettamente staccati dal gruppo con 12 punti. Nel girone di ritorno la riscossa della squadra rossoblù, alla lunga si evidenzia il buon lavoro svolto del tecnico toscano, la Sambenedettese ottiene 19 punti in 17 partite, ma ormai è troppo tardi per evitare la retrocessione, anche se sulle rive del Tronto resta, ovviamente, il rammarico di una partenza troppo lenta. Nella seconda fase della Coppa Italia la squadra rossoblù è stata eliminata nel 1º girone della seconda fase vinto dal Verona.

## Rosa
| N. |                   | Ruolo | Calciatore         |
| -- | ----------------- | ----- | ------------------ |
|    | Italia (bandiera) | D     | Roberto Andreoli   |
|    | Italia (bandiera) | P     | Adriano Bonaiuti   |
|    | Italia (bandiera) | D     | Ugo Bronzini       |
|    | Italia (bandiera) | C     | Massimo Cardelli   |
|    | Italia (bandiera) | A     | Giovanni Cesari    |
|    | Italia (bandiera) | C     | Franco Ermini      |
|    | Italia (bandiera) | D     | Danilo Ferrari     |
|    | Italia (bandiera) | C     | Massimo Ficcadenti |
|    | Italia (bandiera) | C     | Nicola Fiscaletti  |
|    | Italia (bandiera) | D     | Andrea Mangoni     |
|    | Italia (bandiera) | D     | Luca Marcato       |

| N. |                   | Ruolo | Calciatore              |
| -- | ----------------- | ----- | ----------------------- |
|    | Italia (bandiera) | C     | Ferruccio Mariani       |
|    | Italia (bandiera) | D     | Lucio Nobile            |
|    | Italia (bandiera) | A     | Amerigo Paradiso        |
|    | Italia (bandiera) | A     | Egidio Pirozzi          |
|    | Italia (bandiera) | A     | Elia Roselli            |
|    | Italia (bandiera) | C     | Sandro Salvioni         |
|    | Italia (bandiera) | P     | Gianni Marco Sansonetti |
|    | Italia (bandiera) | A     | Samuele Sopranzi        |
|    | Italia (bandiera) | D     | Gianpietro Torri        |
|    | Italia (bandiera) | C     | Aladino Valoti          |
|    | Italia (bandiera) | C     | Sebastiano Vecchiola    |

## Risultati

### Campionato

#### Girone di andata
| Padova 11 settembre 1988 1ª giornata | Padova         | 2 – 0 | Sambenedettese | Stadio Silvio Appiani\| Arbitro: \| Piana (Modena) \| |
| Arbitro:                             | Piana (Modena) |       |                |                                                       |

| Arbitro: | Coppetelli (Tivoli) |

|            |           |            |
| Ermini 34’ | Marcatori | 15’ Brondi |

| Arbitro: | Calabretta (Catanzaro) |

|                                             |           |            |
| Marcellino 10’, 18’ Vincenzi 51’ Giusto 90’ | Marcatori | 70’ Ermini |

| Arbitro: | Monni (Sassari) |

|  |           |               |
|  | Marcatori | 57’ Lucchetti |

| Empoli 9 ottobre 1988 5ª giornata | Empoli              | 0 – 0 | Sambenedettese | Stadio Carlo Castellani\| Arbitro: \| Bailo (Novi Ligure) \| |
| Arbitro:                          | Bailo (Novi Ligure) |       |                |                                                              |

| Arbitro: | Boggi (Salerno) |

|  |           |             |
|  | Marcatori | 21’ Minotti |

| Arbitro: | Guidi (Bologna) |

|                              |           |  |
| Scarafoni 17’ Di Gennaro 69’ | Marcatori |  |

| San Benedetto del Tronto 30 ottobre 1988 8ª giornata | Sambenedettese      | 0 – 0 | Udinese | Stadio Riviera delle Palme\| Arbitro: \| Ceccarini (Livorno) \| |
| Arbitro:                                             | Ceccarini (Livorno) |       |         |                                                                 |

| Arbitro: | Frattin (Castelfranco Veneto) |

|              |           |  |
| Piccinno 45’ | Marcatori |  |

| Arbitro: | Boemo (Cervignano del Friuli) |

|            |           |               |
| Ermini 47’ | Marcatori | 60’ Pierleoni |

| Arbitro: | Bruni (Arezzo) |

|  |           |            |
|  | Marcatori | 36’ Avanzi |

| Monza 27 novembre 1988 12ª giornata | Monza               | 0 – 0 | Sambenedettese | Stadio Brianteo\| Arbitro: \| Bailo (Novi Ligure) \| |
| Arbitro:                            | Bailo (Novi Ligure) |       |                |                                                      |

| San Benedetto del Tronto 4 dicembre 1988 13ª giornata | Sambenedettese       | 0 – 0 | Reggina | Stadio Riviera delle Palme\| Arbitro: \| Trentalange (Torino) \| |
| Arbitro:                                              | Trentalange (Torino) |       |         |                                                                  |

| Arbitro: | Iori (Parma) |

|           |           |  |
| Nappi 22’ | Marcatori |  |

| Arbitro: | Boggi (Salerno) |

|                |           |  |
| F. Mariani 29’ | Marcatori |  |

| Arbitro: | Frattin (Castelfranco Veneto) |

|  |           |                        |
|  | Marcatori | 34’ Sopranzi 90’ Torri |

| San Benedetto del Tronto 8 gennaio 1989 17ª giornata | Sambenedettese      | 0 – 0 | Piacenza | Stadio Riviera delle Palme\| Arbitro: \| Bailo (Novi Ligure) \| |
| Arbitro:                                             | Bailo (Novi Ligure) |       |          |                                                                 |

| Arbitro: | Piana (Modena) |

|          |           |  |
| Sorce 7’ | Marcatori |  |

| Arbitro: | Ceccarini (Livorno) |

|            |           |             |
| Voloti 66’ | Marcatori | 86’ Marulla |

#### Girone di ritorno
| Arbitro: | Boggi (Salerno) |

|            |           |              |
| Valoti 30’ | Marcatori | 68’ Angelini |

| Arbitro: | Beschin (Legnago) |

|                        |           |                |
| De Stefanis 75’ (rig.) | Marcatori | 30’ Ficcadenti |

| Arbitro: | Monni (Sassari) |

|                        |           |  |
| Ermini 37’ (rig.), 71’ | Marcatori |  |

| Arbitro: | Iori (Parma) |

|               |           |  |
| Lucchetti 53’ | Marcatori |  |

| Arbitro: | Guidi (Bologna) |

|                |           |  |
| Valoti 9’, 28’ | Marcatori |  |

| Parma 12 marzo 1989 25ª giornata | Parma          | 0 – 0 | Sambenedettese | Stadio Ennio Tardini\| Arbitro: \| Bruni (Arezzo) \| |
| Arbitro:                         | Bruni (Arezzo) |       |                |                                                      |

| Arbitro: | Felicani (Bologna) |

|                |           |               |
| E. Roselli 51’ | Marcatori | 12’ Scarafoni |

| Arbitro: | Cafaro (Grosseto) |

|                      |           |  |
| Zannoni 34’ Pasa 79’ | Marcatori |  |

| Arbitro: | Guidi (Bologna) |

|                |           |  |
| Ficcadenti 16’ | Marcatori |  |

| Arbitro: | Frattin (Castelfranco Veneto) |

|                  |           |                |
| S. Schillaci 49’ | Marcatori | 71’ E. Roselli |

| Arbitro: | Bailo (Novi Ligure) |

|                 |           |  |
| A. Lombardo 41’ | Marcatori |  |

| San Benedetto del Tronto 23 aprile 1989 31ª giornata | Sambenedettese                | 0 – 0 | Monza | Stadio Riviera delle Palme\| Arbitro: \| Quartuccio (Torre Annunziata) \| |
| Arbitro:                                             | Quartuccio (Torre Annunziata) |       |       |                                                                           |

| Arbitro: | Boggi (Salerno) |

|                     |           |            |
| Zanin 13’ Sasso 65’ | Marcatori | 24’ Valoti |

| Arbitro: | Amendolia (Messina) |

|            |           |  |
| Nobile 37’ | Marcatori |  |

| Brescia 21 maggio 1989 34ª giornata | Brescia          | 0 – 0 | Sambenedettese | Stadio Mario Rigamonti\| Arbitro: \| Paparesta (Bari) \| |
| Arbitro:                            | Paparesta (Bari) |       |                |                                                          |

| Arbitro: | Nicchi (Arezzo) |

|                  |           |             |
| Pirozzi 53’, 76’ | Marcatori | 2’ Paolucci |

| Piacenza 4 giugno 1989 36ª giornata | Piacenza          | 0 – 0 | Sambenedettese | Stadio Galleana\| Arbitro: \| Dal Forno (Ivrea) \| |
| Arbitro:                            | Dal Forno (Ivrea) |       |                |                                                    |

| Arbitro: | Ceccarini (Livorno) |

|  |           |             |
|  | Marcatori | 73’ La Rosa |

| Arbitro: | Boemo (Cervignano del Friuli) |

|           |           |            |
| Bagni 23’ | Marcatori | 13’ Ermini |

### Coppa Italia

#### Prima fase 7º girone
| Arbitro: | Coppetelli (Tivoli) |

|                            |           |  |
| E. Roselli 6’ Cardelli 51’ | Marcatori |  |

| Arbitro: | Piana (Modena) |

|                |           |            |
| Marcellino 59’ | Marcatori | 44’ Valoti |

| Arbitro: | F. Baldas (Trieste) |

|  |           |                                   |
|  | Marcatori | 25’ (aut.) Salvioni 68’ F. Romano |

| Arbitro: | Monni (Sassari) |

|             |           |                               |
| Mariano 88’ | Marcatori | 40’ E. Roselli 45’ Ficcadenti |

| San Benedetto del Tronto 3 settembre 1988 5ª giornata | Sambenedettese     | 0 – 0 | Bari | Stadio Riviera delle Palme\| Arbitro: \| Sguizzato (Verona) \| |
| Arbitro:                                              | Sguizzato (Verona) |       |      |                                                                |

#### Seconda fase 1º girone
| Arbitro: | Paparesta (Bari) |

|  |           |                               |
|  | Marcatori | 8’, 75’ Mannari 25’ F. Baresi |

| Arbitro: | Frigerio (Milano) |

|            |           |            |
| Valoti 28’ | Marcatori | 32’ Müller |

| Arbitro: | Di Cola (Avezzano) |

|                                                                             |           |  |
| Marcato 18’ (aut.) Caniggia 26’, 86’ F. Gasparini 61’ Bortolazzi 79’ (rig.) | Marcatori |  |